# قلعة الروم
قلعة الروم أو هرموغلا حصن يقع في لواء الرها (محافظة أورفة اليوم). أنشئت القلعة على تلة تشكل لسانًا في نهر الفرات. تقع على بعد 50 كم شمال شرق عنتاب و 50 كم غرب الرها.
كانت قلعة الروم مقر بطريرك أرمينيا الصغرى. في عام 1292 فتحها الأشرف خليل بن قلاوون. حاصر الأشرف قلعة الروم بعشرين أو ثلاثين منجنيقاً، وسماها قلعة المسلمين بعد فتحها.